# 军事网格系统
军事网格系统（MGRS）是一个北约军队用于定位地球上点的地理坐标标准。其源自通用横轴墨卡托投影网格系统和通用极地立体投影（UPS）网格系统，但使用不同的标注规则。军事网格系统是用来作为整个地球的地理编码系统。

## 例子
下面是一个MGRS的坐标或网格标识码的例子：
4QFJ12345678 （页面存档备份，存于） ，它由三部分组成：
- 4Q（网格区域指示符，Grid Zone Designator（GZD））
- FJ（十万平方米标识）
- 1234 5678（数字位置；东距侧为1234，北距侧为5678，在本例中指定位置为10米分辨率，所以是4+4位数字代表）(这里的东侧距和北侧距是投影坐标系统的计算方法）

## 描述
军事网格参考系统是点参考系统。当我们使用“网格正方形”这个词汇时，它指有下列边长的正方形：10公里，1公里，100米，10米或1米，边长取决于所提供坐标的精度。（在某些情况下，与网格区交界处 (GZJ) 相邻的正方形会被裁剪，所以其实这些“正方形”是多边形。 )
坐标数字位置的位数必须是偶数：0、2、4、6、8或10，数字具体是多少取决于所需的精度。当需要更改精度级别时，用的是截尾函數（向下或者向上取整而不是四舍五入），这样是为了确保用更高精确度的多边形区域会保持在较低精确的多边形的边界内。并且多边形的西南角作为整个多边形的标记点的锚点。因为网格区交汇点而剪裁的情况下，多边形会保留西南角的标签，不会被裁减掉。

## 代码代表的精确度
| 4Q                | 仅有网格区域识别码（GZD），精度等级（经纬度）6°× 8°（大多数情况下） |
| 4Q FJ             | 100平方公里（100,000平方米）网格识别码，精度级100公里               |
| 4Q FJ 1 6         | 10平方公里（10,000平方米）网格识别码，精度级10公里                  |
| 4Q FJ 12 67       | 1平方公里（1,000平方米）网格识别码，精度级1公里                     |
| 4Q FJ 123 678     | 0.1平方公里（100平方米）网格识别码，精度级0.1公里（100米）          |
| 4Q FJ 1234 6789   | 0.01平方公里（10平方米）网格识别码，精度级0.01公里（10米）          |
| 4Q FJ 12345 67890 | 0.001平方公里（1平方米）网格识别码，精度级0.001公里（1米）          |

## 网格区识别码

等距柱状世界地图上的通用横向墨脱卡编码区域，有红色不规则区域和高亮显示的纽约市区域

军事网格参考系统坐标的第一部分是网格区域识别码GZD）。这个指示符由经度6°宽的通用横轴墨卡托投影（编号为 1-60）与高 8°的纬度带相交（用字母C-X（省略I和O）表示。但最靠北的纬度带（代号“X”）高 12°。

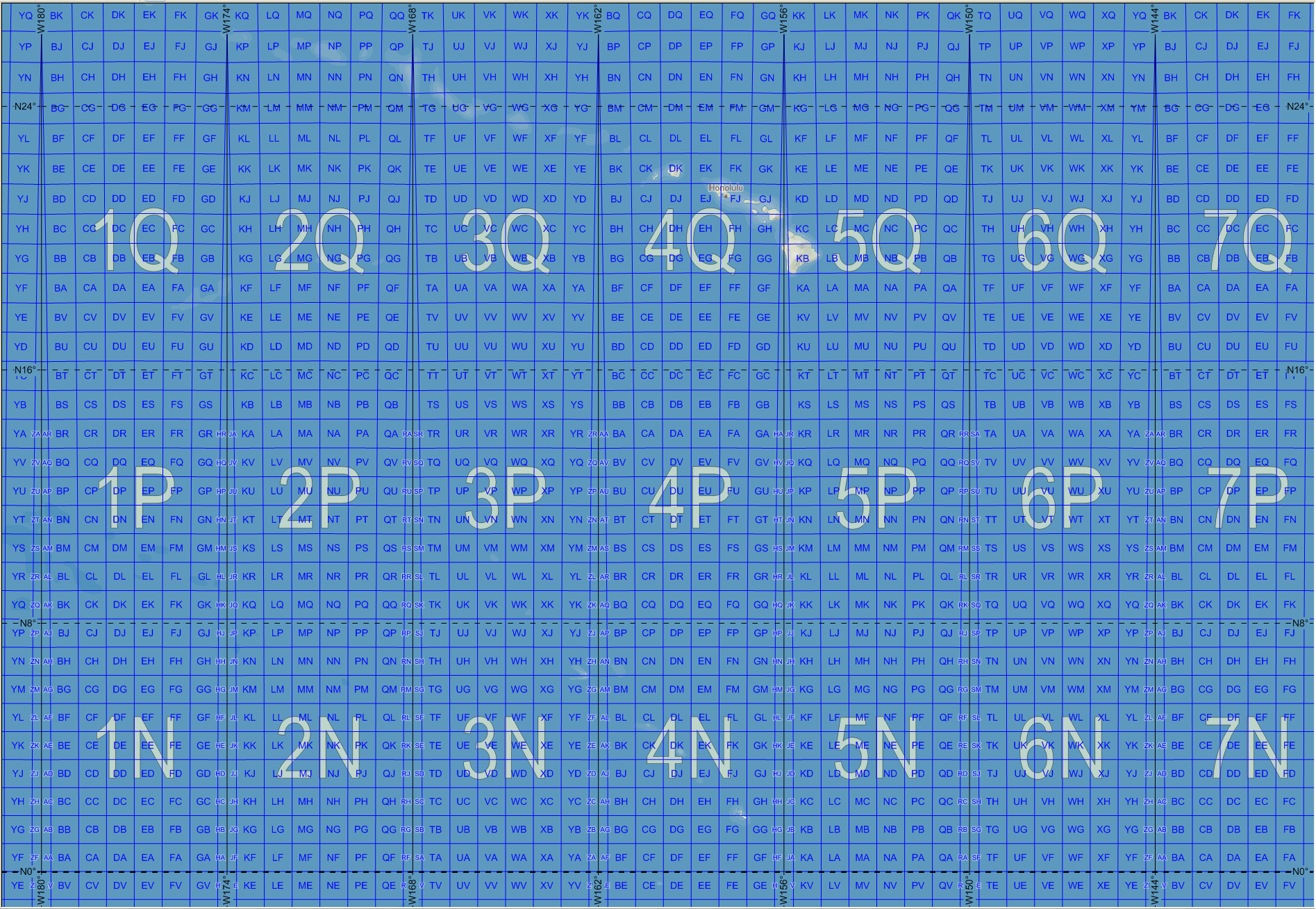
MGRS网格的原点，在太平洋。太平洋上的火奴鲁鲁在4QFJ

这些经度6°宽的通用横轴墨卡托投影和纬度带的交叉区域大部分时候是一个6°×8°的多边形，称为网格带，其在军事网格参考系统中的识别码由经度的区域编号（一位或两位数）跟纬度带大写字母组成。在这一步 通用横轴墨卡托投影 和军事网格参考系统都使用相同的识别码。

## 10万平方米标识
军事网格参考系统坐标的第二部分是100,000平方米标识。上一步提到的网格带被分成100,000米的正方形，标识由列坐标字母（A-Z，省略I和O）和后跟行坐标字母（A-V，省略I和O）组成。
在赤道附近，网格带1区的列坐标使用字母A-H，网格带2区的列坐标使用字母J-R（省略 O），网格带3区的列坐标使用字母S-Z。网格带4区的列坐标使用字母从A-H重新开始，依此类推，其他地区的列坐标也符合这个循环规律。

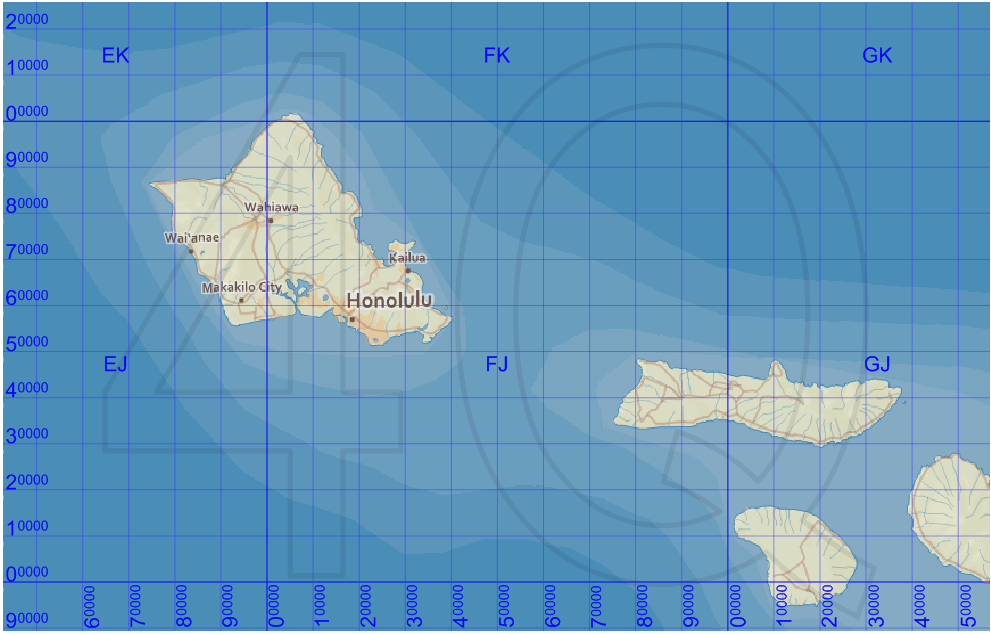
夏威夷周围的MGRS网格。火奴鲁鲁在4QFJ15

## 数字部分的坐标涵义
军事网格参考系统坐标的第三部分是100,000平方米内的数字位置，以n+n数字给出，其中n为 1、2、3、4 或 5。如果使用5+5位数字，前5位数字给出以米为单位的东距距离，从正方形的左边缘测量，最后5位数字给出以米为单位的北距距离，从正方形的底部边缘测量。10 米分辨率（4+4位数字，去掉最后一位）足以满足多种用途，并且是指定坐标的北约标准。

## 精确度算法
如上所述，将通用横轴墨卡托投影坐标转换为军事网格参考系统时，或将军事网格参考系统缩写为较低精度时，应该采取截尾算法处理坐标，而不是四舍五入。最早的的规范 TM8358.1使用了四舍五入，在 3.0 版GEOTRANS 也用四舍五入。但是，自3.0版起，GEOTRANS中以及NGA Military Map Reading 201（第5页）和美国陆军野战手册3-25.26中都采用的截尾算法。MGRS的民用版本USNG也使用截尾算法。 

## 极地地区

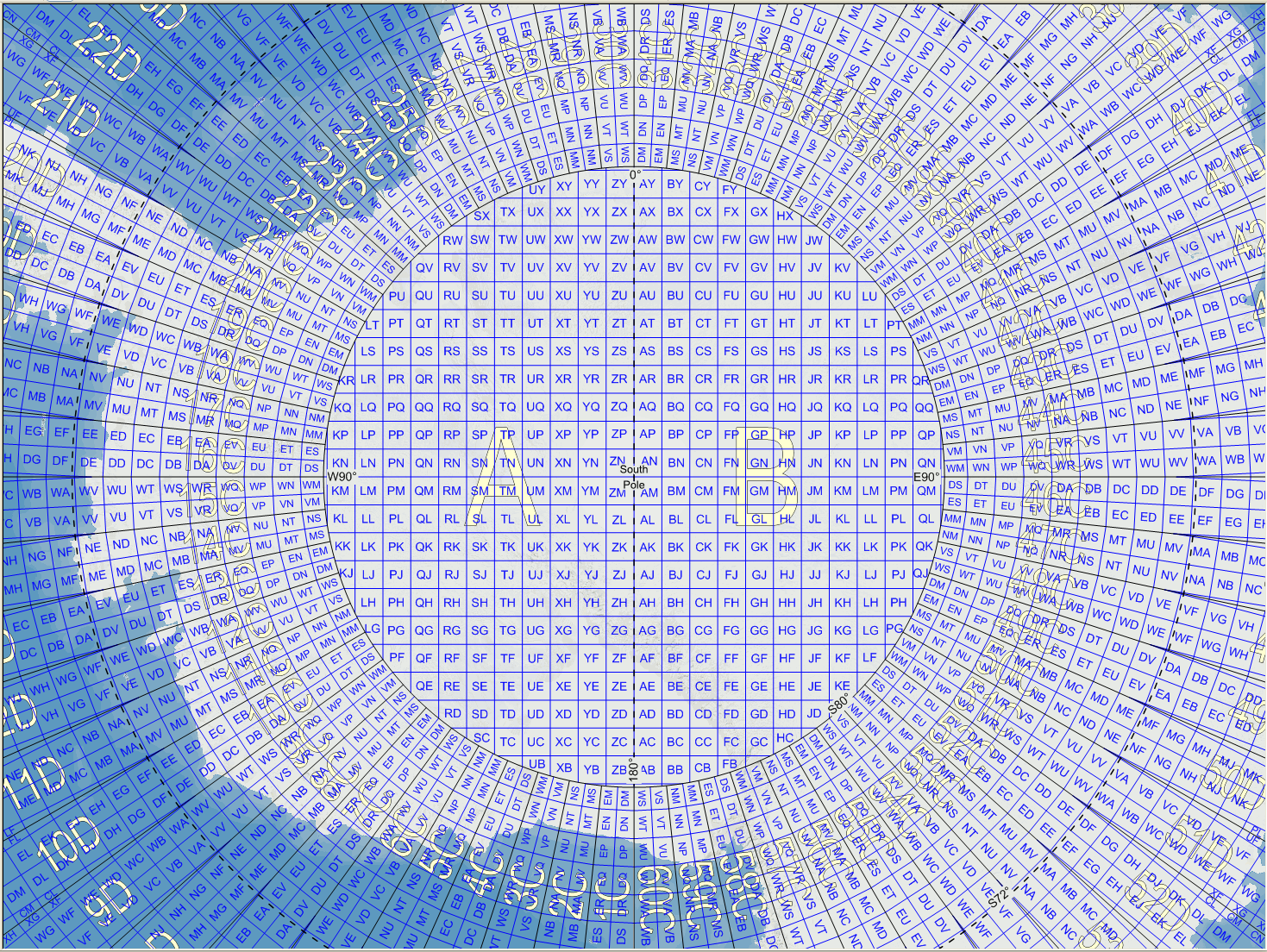
南极周围的 MGRS 网格

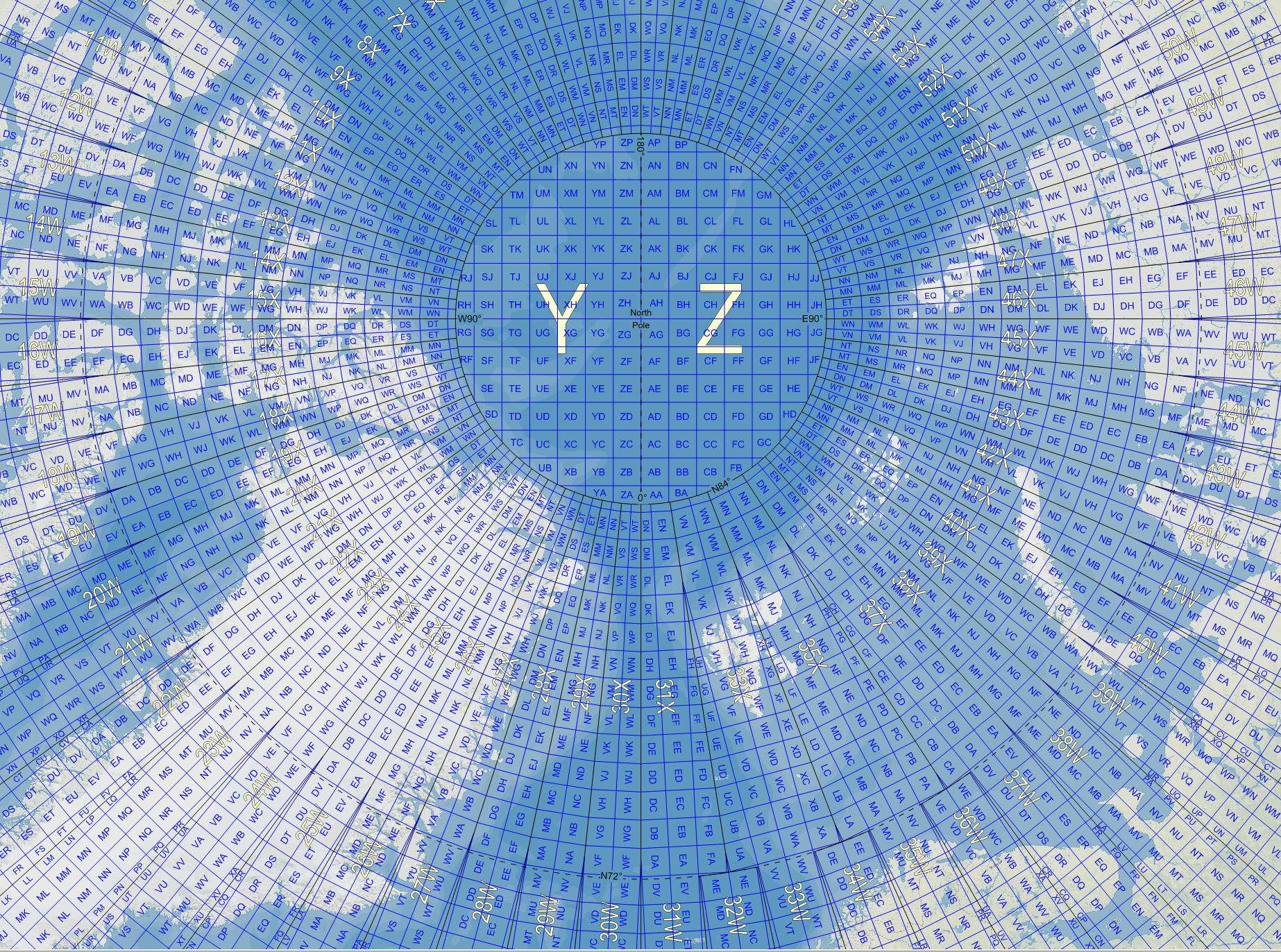
北极周围的 MGRS 网格

在极地地区，军事网格参考系统使用不同的规则。在80°南纬以南和84°北纬以北，使用UPS（通用极地立体投影）代替通用横轴墨卡托投影投影。